# 荒井建設
荒井建設株式会社（あらいけんせつ）は、1894年（明治27年）11月1日に創業した北海道旭川市にある総合建設業である。旭川本社の他には札幌支店、東京支店、函館・道東営業所が所在し、主に北海道内での仕事が多い。初代社長の荒井初一は上川町「双雲別～層雲峡温泉区間」の12kmを私費で道路開発（現：国道39号線）した。また、私費で大雪山調査会を設立し大雪山一帯の学術的研究と高山植物保護の指定を目指し、その功績を称え層雲峡の父として層雲峡温泉街に銅像が建てられている。なお層雲峡温泉には関連会社の層雲閣がある。